# 日賈爾斯基山

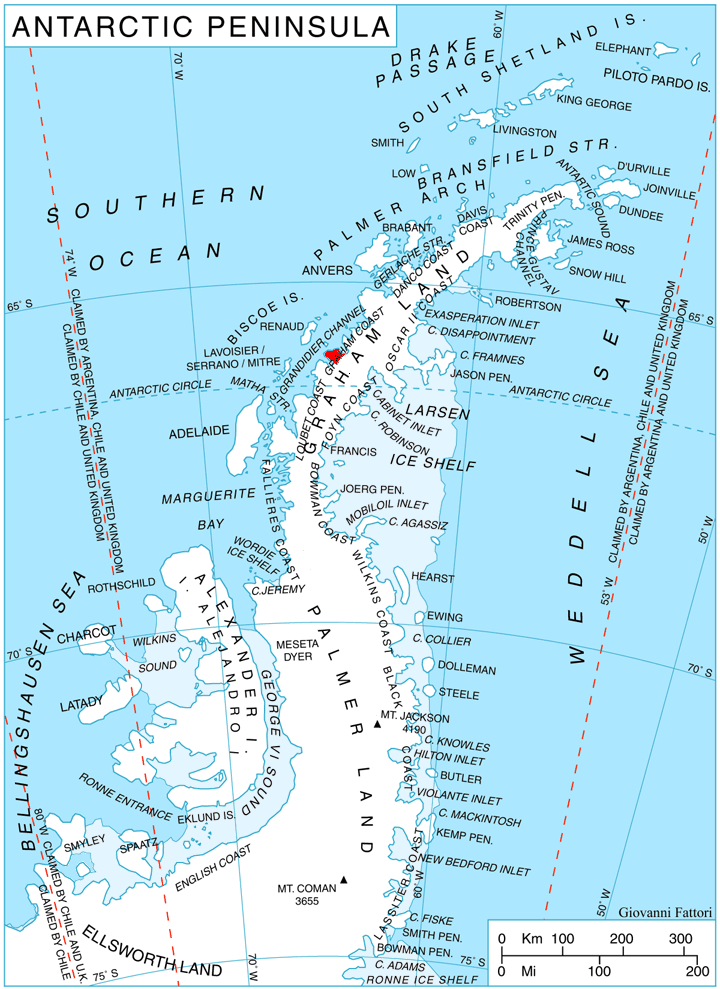

日賈爾斯基山是南極洲的山峰，位於葛拉漢地西岸，處於巴里拉里灣和霍特達爾灣之間，由讓-巴蒂斯特·夏古率領的法國探險隊發現。
66°05′S 64°58′W / 66.083°S 64.967°W